# Festival de la Cultura Wayúu

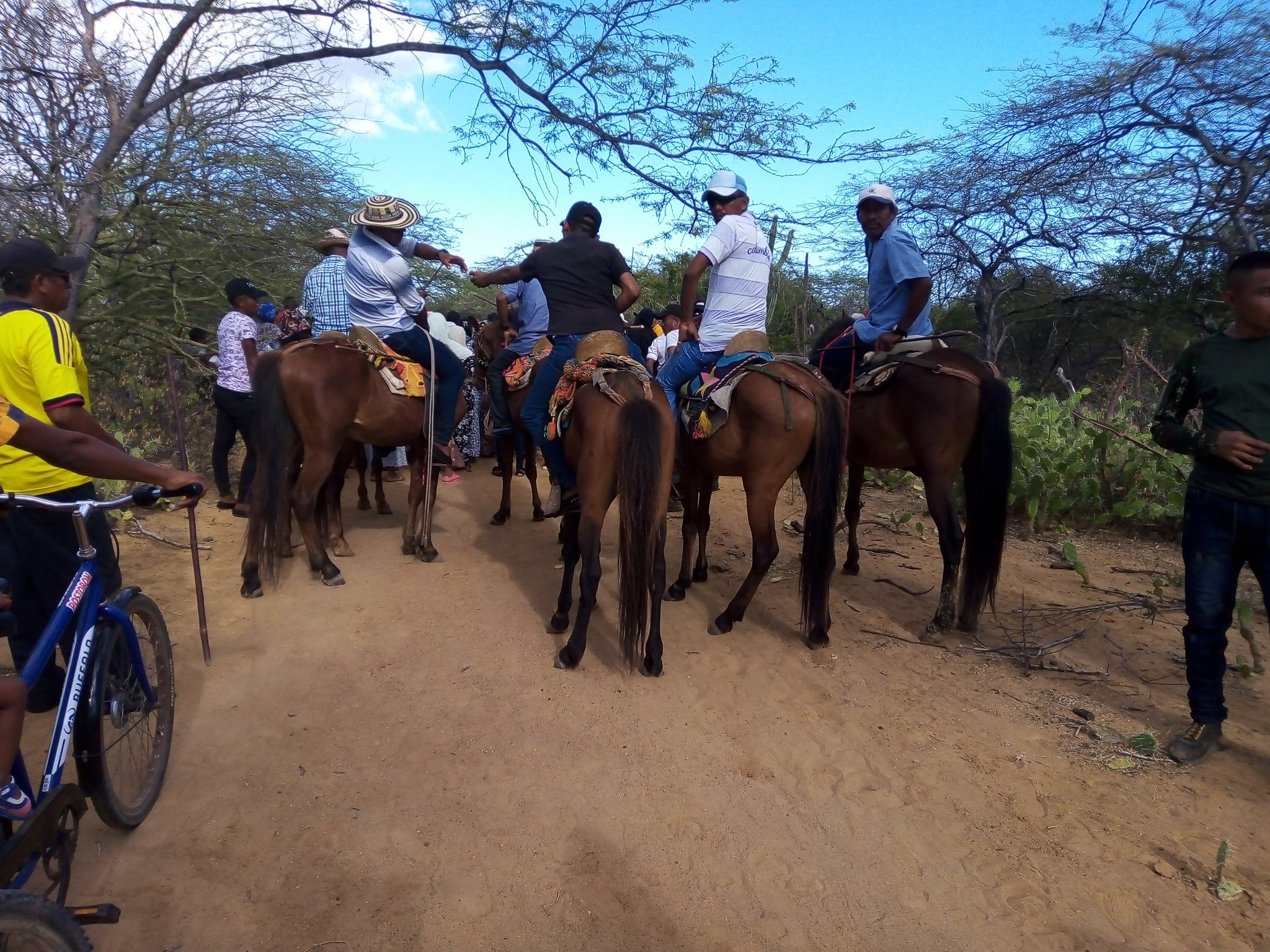
Hombres wayuu a caballo

El festival de la Cultura Wayúu celebrado en Uribia-La Guajira, es el evento más significativo para los indígenas wayúu en La Guajira Colombiana e incluso para los que ocupan el estado de Zulia en Venezuela.  Por su colorida pompa atrae a no sólo a los miembros de la etnia, sino también a turistas nacionales e internacionales como también a investigadores que quieren unirse a la fiesta.

## Historia
En 1986 la Gran Nación Wayuú se reunió para celebrar sus tradiciones y costumbres en lo que se denominó el Festival de la Cultura Wayuú. El objetivo de la creación del Festival fue el rescate, fortalecimiento y preservación de los elementos culturales étnicos del grupo indígena más numeroso de Colombia, asentado en la Península de La Guajira, buscando con estas fiestas mantener el valor histórico y la identidad de la etnia Wayuú.
El festival desde sus inicios a contado con el apoyo de importantes instituciones nacionales e internacionales, quienes le aportan un valor importante a las temáticas que se manejan durante el desarrollo del evento, el cual varía de acuerdo a la organización y a la situación del país y la misma comunidad.

### Características

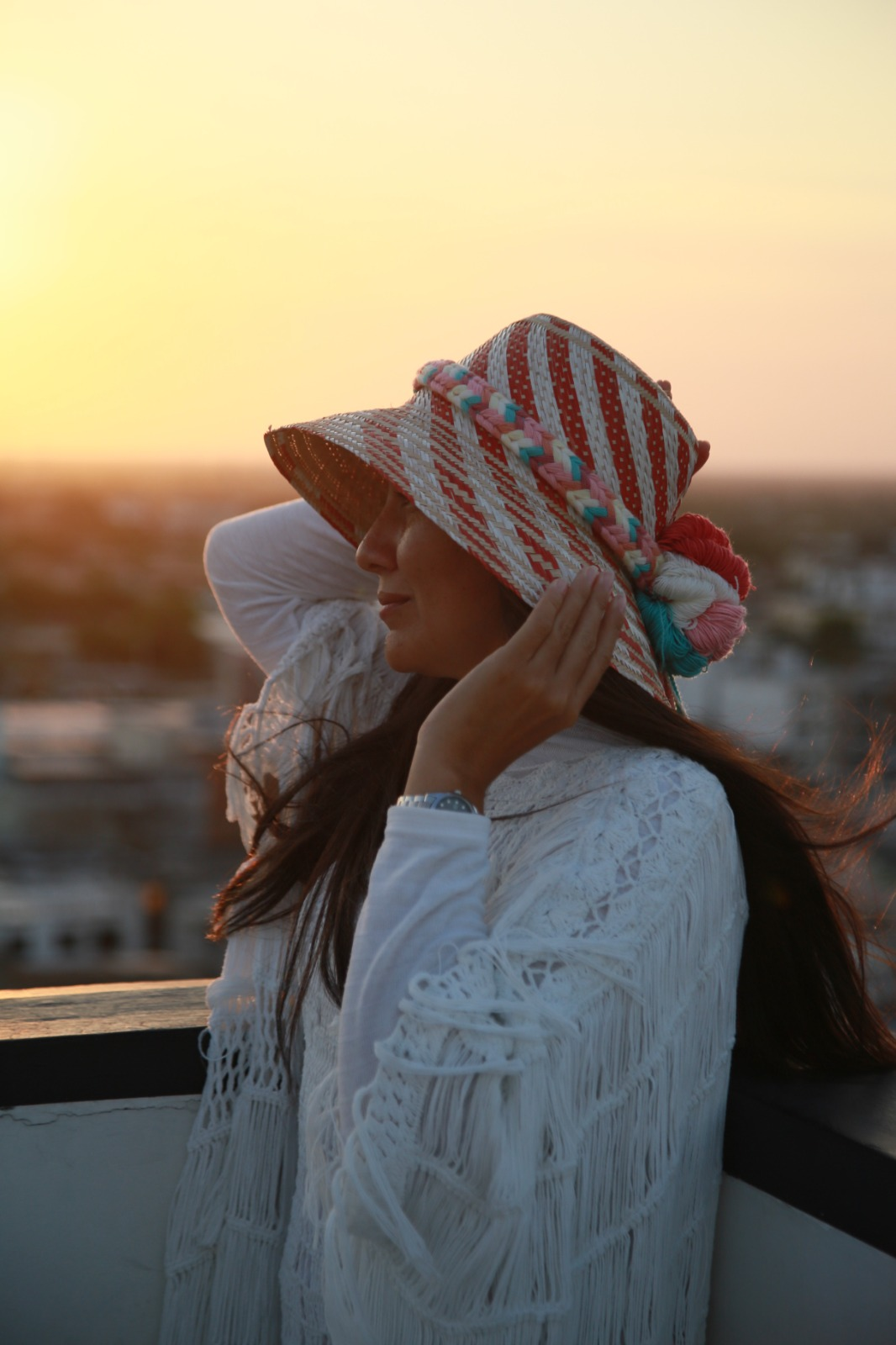
Yadira Martínez, majayut de oro 2012

- En la Guajira, se pueden apreciar artesanías con diferentes técnicas de tejeduría Wayuú, con las que se elaboran, mochilas, tocados, sombreros, chinchorros, que deben estar presentes en tu lista de compras.
- La Majayut de Oro, es un evento donde se elige la mujer Wayuú con mayor conocimiento sobre su cultura e idioma y realidad actual.
- En las enramadas puedes probar el tradicional asado de Chivo y la chicha artesanal preparada por las mujeres en los ranchos.
- Hay muestras de medicina Wayuú hechas con plantas.
- Durante la competencia de juegos tradicionales, puedes ver el lanzamiento de trompo, el cual emite un sonido interesante parecido al didgeridoo australiano.
- Salir con tiempo para el regreso a Riohacha ya que durante las fiestas no hay mucho transporte intermunicipal.[5]

Uribia, la ‘Capital Indígena de Colombia’ tendrá su vigésima séptima versión del Festival de la Cultura Wayúu del 16 al 19 de agosto.

## En La Actualidad

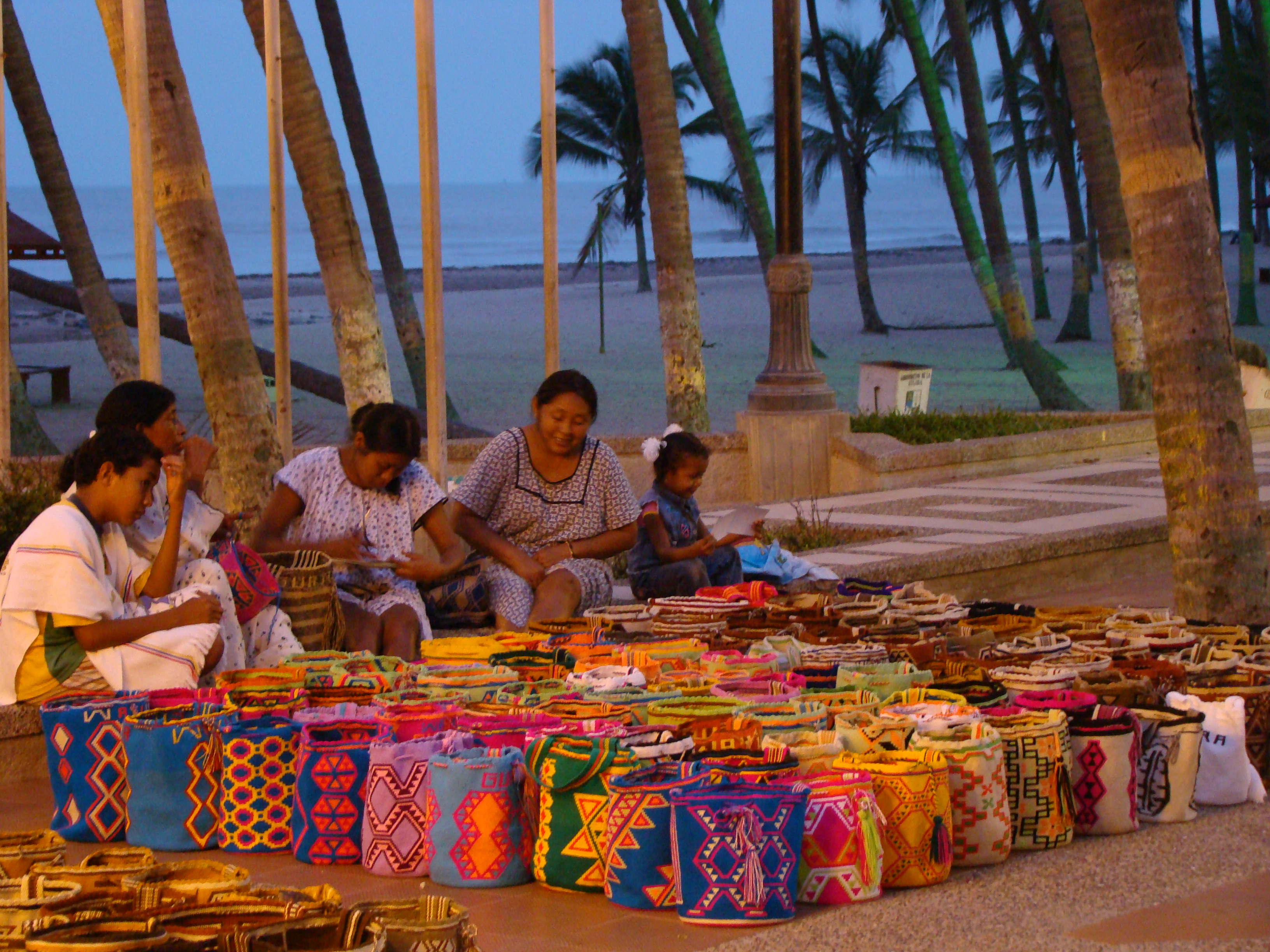
Artesanías wayú.

Este festival es la principal vitrina de indígenas de la gran nación Wayúu: artistas, cuenteros, poetas, pintores, deportistas, escultores, músicos, artesanos, autoridades tradicionales, médicos tradicionales, así como miembros de otros grupos étnicos del país y turistas nacionales y extranjeros que deseen intercambiar conocimientos con esta cultura.
Actualmente la temática del festival es “La Música Tradicional Wayúu: Significado Ritual y Sentido Social”, entre ellas el toque del caracol, el waawai y el canto del jayeichi.
También hay los juegos tradicionales Wayuú, instrumentos musicales, muestras permanentes de artesanías, cerámicas, encuentro de sabores y saberes ancestrales, la medicina tradicional, grupos folclóricos, y el tradicional evento de la Majayut de oro, donde se elige a la joven Wayúu con más conocimientos de su cultura.
Uribia tiene una temperatura promedio de 34 °C y queda a 92 km de Riohacha.
La programación se inicia con un ritual de apertura en el que se dará el toque de la kaasha o tambor que se utiliza para el baile de la yonna. También existe la jornada académica que se realiza cada año para proyectar el fortalecimiento de las escuelas de música Wayuú y el intercambio que estas puedan tener con otros ritmos de la región, así como articular las expresiones musicales de la etnia al proyecto del Territorio Sonoro de Cantos, Pitos y Tambores para la región Caribe del Ministerio de Cultura. Además hay competencias en juegos tradicionales que son tiro al arco, desafío de cardón, lucha libre, trompo, tiro con honda, juego de las piedras, carrera de caballos, carrera de burros, figuras de barro y figuras de hilo. También exposición de fotografías y venta de artesanías.
La Majayut de Oro. El concurso de la Majayut de Oro Shiip Oujira´awaa majayutnuu es uno de los eventos que integra a la etnia Wayuú asentada en Colombia y Venezuela en el marco del festival. En ese año se inscribieron seis participantes de Riohacha, Uribia, el municipio de Mara (Venezuela), Asenluz de Maracaibo, de Asoceiwa-Uniatlántico y de la Universidad de La Guajira. Las Majayut se presentarán en seis eventos importantes que le darán su puntaje final: entrevista privada con el jurado y periodistas, con sus comitivas, desfile en manta guajira, presentación de muestra folclórica, elaboración de sus Enramadas Temáticas y la noche final. En estos eventos el jurado calificador se evalúa entre otros aspectos, dominio del wayuunaiki, conocimiento de la cultura, puntualidad, presentación, decoración típica de la enramada, conocimiento del baile, tradición en la danza y el uso adecuado de su vestimenta wayuu y accesorios.